# Wawrzyniec z Brindisi
Wawrzyniec z Brindisi (ur. 22 lipca 1559 w Brindisi, zm. 22 lipca 1619 w Lizbonie) – kapłan, kapucyn, teolog, dyplomata, doktor Kościoła, święty Kościoła katolickiego.

## Życiorys
Do kapucynów wstąpił 19 lutego 1575 w Wenecji. Studiował filozofię i teologię w Padwie, a następnie w Wenecji. Święcenia kapłańskie przyjął 18 grudnia 1582. Okazał się znakomitym kaznodzieją. Z polecenia papieża w latach 1592–1594 głosił kazania do Żydów w Rzymie. W zakonie pełnił ważne funkcje, był m.in. wykładowcą, gwardianem i mistrzem nowicjuszy. Był jednym z założycieli praskiej prowincji kapucynów. Brał udział w wyprawie przeciwko Turkom w roku 1601 (zwycięstwo w Székesfehérvár). W roku 1602 został generałem kapucynów.

## Kult
Wawrzyniec został beatyfikowany przez Piusa VI 23 maja 1783. Kanonizował go papież Leon XIII 8 grudnia 1881. 
Jan XXIII ogłosił go 19 marca 1959 roku doktorem Kościoła, nadając mu tytuł doktora apostolskiego.
Wspomnienie liturgiczne obchodzone jest 21 lipca.